# Cubleșu
Cubleșu – wieś w Rumunii, w okręgu Sălaj, w gminie Cuzăplac. W 2011 roku liczyła 23 mieszkańców.